# Ватчела
Ва́тчела (карел. Vuaččel) — деревня в составе Петровского сельского поселения Кондопожского района Республики Карелия Российской Федерации.

## Общие сведения
Расположена на острове Лошадиный в юго-восточной части озера Ватчелское.

## Население
Численность населения в 1905 году составляла 84 человека.
| 2002 | 2009 | 2010 | 2013 |
| ---- | ---- | ---- | ---- |
| 0    | ↗3   | ↘0   | →0   |